# Calorimétrie

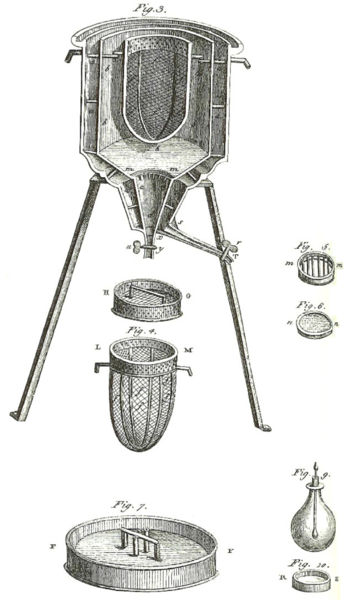
Dessin d'un calorimètre à glace d'Antoine Lavoisier.

La calorimétrie est la partie de la thermodynamique qui a pour objet le calcul et la mesure des chaleurs. 
Pour que la chaleur soit accessible par le calcul, il est nécessaire de l'identifier à la variation d'une fonction d'état, ce qui n'est pas possible dans un cas général. On choisit des conditions particulières dans lesquelles cette identification est possible : par exemple à pression constante, et dans ce cas les chaleurs mises en jeu au sein du calorimètre sont égales à la variation de l'enthalpie ΔH = QP, ou à volume constant dans une bombe calorimétrique, et dans ce cas les chaleurs mises en jeu sont égales à la variation de l'énergie interne ΔU = QV. Pour les mesures, on utilise un calorimètre, utilisées dans les conditions du calcul.

## Principe de base
Le calorimètre est un dispositif permettant d'obtenir un système thermodynamique isolé c'est-à-dire qui n'échange aucune énergie avec le milieu extérieur (ni travail, ni chaleur). Sa paroi est souvent indéformable donc W = 0 et l'évolution du système contenu dans le calorimètre est adiabatique donc Q = 0.
Cependant il y a des transferts thermiques entre les différentes parties du calorimètre : constituants étudiés, accessoires, paroi… Comme il n'y a aucun échange thermique avec l'extérieur, cela implique que la somme des chaleurs échangées Qi au sein du calorimètre est nulle : ∑ Qi = 0
Exemple de compréhension : détermination de la température d'équilibre d'un mélange de constituants introduits à différentes températures
Considérons un système calorimétrique constitué de i corps définis par leur masse mi, leur capacité calorifique Ci et leur température initiale avant mélange ti. La chaleur mise en jeu par chaque corps pour atteindre l'équilibre de température te, s'il n'y a pas de changement d'état ni de réaction chimique, est donnée par la relation :
- {\displaystyle Q_{i}=m_{i}C_{i}(t_{e}-t_{i})~}

Appliquons la relation de calorimétrie ∑ Qi = 0.
On obtient :
- {\displaystyle \Sigma m_{i}C_{i}(t_{e}-t_{i})=0~}

et donc :
Remarque : dans cet exemple on n'a pas tenu compte de la capacité calorifique du calorimètre (encore appelée masse en eau).

## Détermination d'une chaleur de changement d'état: mélange eau, glace à pression constante
Dans le cas où se produit un changement d'état, on peut déterminer par calorimétrie la chaleur latente (plus précisément appelée enthalpie de fusion, pour éviter les confusions, dans le cas où la chaleur est communément associée à la température d'un objet) de changement d'état L.
On introduit un morceau de glace de masse m1, de capacité calorifique C1 à la température t1 < 0 (en °C) dans un calorimètre contenant une masse m2 d'eau liquide de capacité C2 et à la température t2 > 0. La température finale d'équilibre est te > 0.
Quelles sont les chaleurs (transferts thermique) mises en jeu dans le calorimètre ?
- Chaleur pour élever la température de la glace de t1 à 0 °C : Q1 = m1C1(0 - t1) .
- Chaleur de fusion de la glace à 0 °C : Q2 = m1Lf.
- Chaleur pour élever la température de l'eau provenant de la fusion de la glace de 0 à te°C : Q3 = m1C2(te - 0).
- Chaleur perdue par l'eau à t2°C : Q4 = m2C2(te - t2).

Appliquons alors la relation de calorimétrie :∑ Qi = 0.
Q1 + Q2 + Q3 + Q4 = 0 .
On en déduit l'équation :
La mesure de te, permet de déterminer la chaleur Latente de fusion de la glace L(fus). 
Approximations : On a négligé ici la capacité calorifique du calorimètre et on a considéré que les capacités calorifiques de l'eau et de la glace étaient constantes alors qu'en réalité elles dépendent de T. Précisons en outre que les capacités calorifiques sont déterminées ici à pression constante : CP.

## Détermination d'une chaleur de combustion à volume constant
La détermination des chaleurs de combustion est très importante dans l'industrie des combustibles car elle permet la mesure de leur pouvoir calorifique. On procède dans une bombe calorimétrique.
On introduit m1g de combustible dans la bombe remplie avec suffisamment d'oxygène sous pression pour que la  combustion soit complète. La bombe est immergée dans un calorimètre contenant une grande quantité d'eau Mg de capacité calorifique C(eau); la capacité calorifique de l'ensemble calorimétrique (bombe + calorimètre) est C(cal). Soit ti la température initiale. On déclenche la réaction par un système de mise à feu. La température du calorimètre augmente et se stabilise à te.
Appelons Q(comb) la chaleur dégagée par la réaction. Cette chaleur est absorbée par l'ensemble calorimétrique et les produits de la réaction présents dans la bombe. On néglige l'influence de ces produits devant la masse élevée du calorimètre et de l'eau qu'il contient.
La relation de calorimétrie permet d'écrire : ∑ Qi = 0.
Les capacités calorifiques sont déterminées ici à volume constant : Cv.
La résolution de cette équation permet de déterminer Q(comb) pour m1g de produit. Cette chaleur est mise en jeu à volume constant Qv et correspond à une variation de l'énergie interne du système réactionnel. Elle permet ensuite de calculer la chaleur à pression constante Qp correspondant à une variation d'enthalpie, grâce à la relation approchée :
Qp ≈ Qv + Δn(gaz)RT
où :
- Δn(gaz) est la variation du nombre de moles de gaz au cours de la réaction de combustion.
- R est la constante des gaz parfaits.
- T est la température absolue exprimée en kelvins.

En général un combustible est utilisé à la pression atmosphérique constante. Il est donc utile de connaître la chaleur de combustion Qp qu'il est possible de déterminer grâce à la bombe calorimétrique.
Dans un calorimètre, sa masse en eau est exprimée en produit m.c=μ
⇒ Q=m.cΔθ soit Q=m.c.(θf-θi) or m.c=μ, on écrit Q=μ(θf-θi)